# Koníkov
Koníkov (německy Konikau) je osada ležící v kraji Vysočina, v okrese Žďár nad Sázavou a spadá pod obec Věcov, od které leží asi 2 km jihozápadním směrem.
Katastrální obec Koníkov má rozlohu 303 ha. Je to malá osada, která tvoří zdánlivě pokračování obce Roženecké Paseky. V nadmořské výšce 720 až 760 m je roztroušeno po stráních 43 domů. Většina z nich jsou rekreační. V nedalekých lesích byl také zastřelen poslední vlk na Vysočině. Na tomto místě pak stojí pomník.
Nedaleko obce se také nachází Pomník broučků spisovatele Jana Karafiáta.

## Historie
Osada Koníkov byla založena kolem roku 1715. Částí obce Věcov je osada od roku 1964. V roce 1975 zde byl na vrcholu Metodka vystavěn památník partyzánům, kteří tu působili za druhé světové války.

## Rozdělení
Osada se skládá ze dvou částí – Horního Koníkova a Dolního Koníkova. Horní Koníkov se rozkládá na kopci v těsné blízkosti Roženeckých Pasek. Dolní Koníkov se rozkládá pod kopcem.

## Vývoj počtu obyvatel
| Rok            | 1790 | 1840 | 1870 | 1900 | 1921 | 1990 |
| Počet obyvatel | 125  | 223  | 224  | 205  | 169  | 28   |